# Olivella lactea
Olivella lactea är en snäckart som först beskrevs av Marrat 1871.  Olivella lactea ingår i släktet Olivella och familjen Olividae. Inga underarter finns listade i Catalogue of Life.